# Christine Chapel
Christine Chapel és un personatge de ficció que apareix a les tres temporades de la sèrie de televisió de ciència-ficció americana Star Trek: La sèrie original, així com a Star Trek: La sèrie animada i a les pel·lícules Star Trek: La pel·lícula i Star Trek 4: Missió salvar la Terra. Interpretada per Majel Barrett, era la infermera de la nau estel·lar USS Enterprise de la Flota Estel·lar. Una versió més jove de Chapel apareix a la sèrie del 2022 Star Trek: Strange New Worlds, interpretada per Jess Bush.
Barrett havia estat prèviament escollida amb el seu nom real com a Una Chin-Riley al primer pilot de la sèrie, "La gàbia", durant la seva relació romàntica amb el creador de la sèrie Gene Roddenberry. Però després dels comentaris dels executius de la cadena, no va formar part del repartiment del segon pilot.
El personatge va fer la seva primera aparició a "El temps despullat" després d'una reescriptura del guió per part de Roddenberry. S'havia inspirat després que Barrett es tenyís els cabells de ros per a un possible paper a l'episodi "De què són fetes les nenes petites?", cosa que el va convèncer que els executius de NBC podrien no adonar-se si tornava a escollir Barrett com un personatge diferent a "Star Trek". Tanmateix, els executius van reconèixer immediatament Barrett. El personatge va aparèixer en diversos episodis que cobrien diversos temes generals, com ara mostrar els seus sentiments per Spock (Leonard Nimoy) i per què es va unir a Flota Estel·lar. En l'època de "La pel·lícula", Chapel es va mostrar com una doctora de la Flota Estel·lar completament entrenada, i a "Missió salvar la Terra", estava destinada al Comandament de la Flota Estel·lar.
El productor executiu Robert H. Justman va ser inicialment crític amb l'actuació de Barrett com a Chapel, però es va retractar d'aquesta opinió després de la seva aparició com a Lwaxana Troi a "Star Trek: La nova generació". La mateixa Barrett no estava gaire a gust amb el personatge de Chapel, i David Gerrold considerava que només servia per demostrar el comportament impassible de Spock. Els crítics van veure el personatge com una degradació per a Barrett en comparació amb el seu primer personatge. Mentre que el càrrec d'infermera es considerava un estereotip, l'ascens del personatge a doctora va ser elogiat. Alguns episodis que la protagonitzaven van ser criticats, com ara "El temps de l'Amok", on la trama li impedia tenir una relació amb Spock, i "De què són fetes les nenes petites?", on es va suggerir que es presentava en detriment d'altres personatges. Entre els fans, inicialment era impopular a causa dels seus sentiments per Spock, però abans de la pel·lícula del 2009 Star Trek, hi havia el desig de veure-la tornar.

## Concepte i desenvolupament

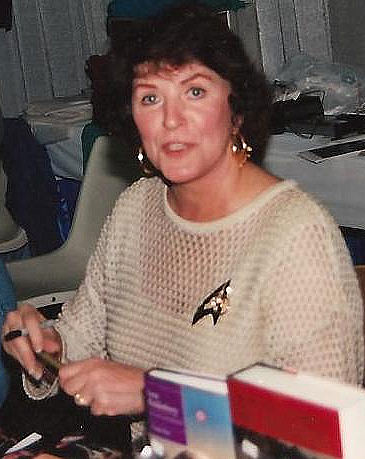
Majel Barrett (a la foto del 2007) va conèixer originalment Gene Roddenberry mentre desenvolupava pilots per a Screen Gems.

Abans de treballar a Star Trek, Gene Roddenberry havia estat desenvolupant una varietat de pilots de televisió per a Screen Gems. Una de les actrius a qui va fer una audició va ser Majel Leigh Hudec, que més tard utilitzaria el nom de Majel Barrett. Més tard, quan va crear la sèrie dramàtica The Lieutenant, la va escollir per a l'episodi "In the Highest Tradition". Ràpidament es van fer amics i van iniciar una relació romàntica, tot i que Roddenberry estava casat en aquell moment. Durant el desenvolupament del primer pilot de Star Trek (sèrie original) ("La gàbia"), Roddenberry va escriure el paper de Número u (el segon al comandament de la nau) específicament per a Barrett. Els executius de la NBC es van mostrar reticents a acceptar una actriu gairebé desconeguda. Roddenberry va veure altres actrius per al paper, però no es va considerar ningú més.

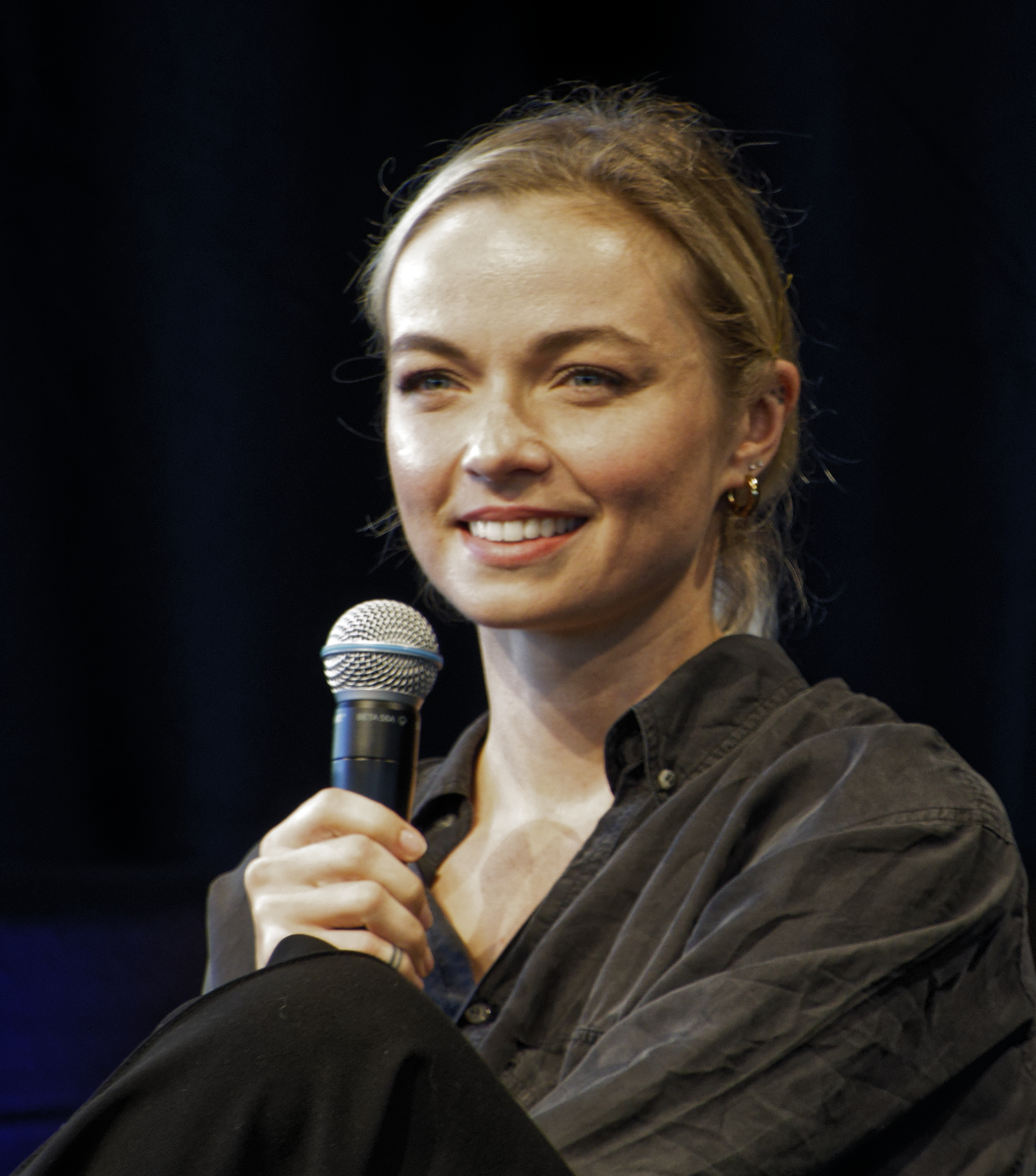
L'actriu australiana Jess Bush interpreta una reinventada Christine Chapel a "Star Trek: Strange New Worlds"

El productor executiu Herbert Franklin Solow va intentar convèncer-los que una cara nova aportaria credibilitat al paper, però eren conscients que era la xicota de Roddenberry. Malgrat això, van acceptar el seu càsting, no volent molestar Roddenberry en aquest punt de la producció. Després que el pilot fos rebutjat, es va produir un segon pilot. Tot i que en general s'explicava que a la cadena no li agradava un personatge femení com a segona al comandament de l'«Enterprise», Solow tenia una opinió diferent dels esdeveniments. Va explicar que "a ningú li agradava la seva actuació... era una dona bonica, però la realitat era que no podia actuar." "On no ha anat mai cap home" va aconseguir que Star Trek fos una sèrie. A Barrett li havien donat el paper de posar veu a l'ordinador de l'USS Enterprise, però exigia que Roddenberry l'escrivís al repartiment principal.
Després de veure la proposta inicial per a "De què són fetes les nenes petites?", Barrett va sentir que podia interpretar la dona que va anar a l'espai per trobar el seu promès. Es va tenyir els cabells de ros en un intent d'encaixar en el paper. Barrett va intentar sorprendre Roddenberry a la seva oficina, però va passar just per davant d'ella, sense reconèixer qui era. Només quan va tornar a sortir per donar uns papers a la seva secretària es va adonar que era Barrett. Tenien la idea que això podria fer que passés pels executius de la NBC i tornés al programa. El personatge de Christine Ducheaux va ser posteriorment canviat a Christine Chapel per Roddenberry, com una obra de teatre sobre la Capella Sixtina. No es va considerar cap altra actriu per al paper.
Al mateix temps, l'editor d'arguments John D.F. Black va escriure el guió inicial de "El temps despullat", també al principi de la primera temporada. La història presentava un virus que es transmetia entre la tripulació de la nau, cosa que eliminava les seves inhibicions. Un element de la història de Black presentava l'addició d'una infermera a la infermeria, treballant amb el doctor Leonard McCoy. Chapel va ser escrita en aquests dos episodis per Roddenberry. L'engany no va funcionar, i l'executiu de la NBC Jerry Stanley va comentar simplement "Bé, bé, mireu qui és de tornada" a Solow. Roddenberry es va assegurar que el personatge de Christine Chapel es convertís en un personatge recurrent al llarg de la sèrie, a l'alçada d'Uhura. Va romandre insatisfeta amb el paper, però va apreciar que, com que la NBC ja l'havia acomiadat una vegada, Roddenberry no podria ampliar el paper.
Per La sèrie animada, Barrett inicialment havia de repetir el paper de Chapel, a més de posar veu a Uhura. De la mateixa manera, James Doohan havia de posar veu al seu propi Scotty i a Hikaru Sulu. Tanmateix, després de la intervenció de Leonard Nimoy, Nichelle Nichols i George Takei van tornar a posar veu als seus propis personatges. Barrett va tornar a Star Trek: La pel·lícula com a Chapel, que va descriure com un "paper molt mínim", dient que "Si ningú m'hagués anomenat Comandant Chapel, el públic no sabria realment que hi era". Barrett va dir que a la franquícia cinematogràfica Chapel es va perdre pel camí, no apareixent a la segona segona ni a la tercera pel·lícules malgrat que ella considerava que era un personatge principal a "La Sèrie Original". Nimoy va recuperar el personatge per a "Star Trek 4: Missió salvar la Terra, i Barrett va estar agraït per la seva decisió. El personatge va ser esmentat posteriorment a la pel·lícula Star Trek de 2009, protagonitzada pels personatges de La sèrie original. Chapel va ser una de les possibilitats suggerides perquè la interpretés  Alice Eve a la seqüela, Star Trek Into Darkness. Més tard es va revelar que interpretaria Carol Marcus.
A Star Trek: Strange New Worlds el personatge de Chapel va tornar a la franquícia, aquesta vegada interpretat per l'actriu australiana Jess Bush. Bush decideix no utilitzar el seu accent australià natiu per a la interpretació, una elecció que, segons ella, l'ajuda a integrar-se física i mentalment en el personatge.
En una conversa amb The Daily Beast a mitjans de 2023 sobre la representació LGBTQ+ de Star Trek: Strange New Worlds —i la seva interpretació d'un personatge bisexual—, Bush va dir sense dubtar-ho a l'entrevistador: "Sóc queer". Bush va dir sobre el paper: "Estic molt contenta que hi hagi més representació de totes les expressions de sexualitat i gènere a Star Trek. Això m'emociona molt i estic molt orgullosa de formar part d'aquesta representació".
El 2022, Bush va ser nominada pel seu paper als Premis Saturn com a Millor actriu secundària en una sèrie en streaming.

## Aparicions
A "De què estan fetes les nenes petites?", s'explica que Chapel va abandonar una carrera en bioinvestigació per un lloc a la Flota Estel·lar. Havia esperat que això la retrobés amb el seu promès, el Dr. Roger Korby (Michael Strong), incomunicat després de la seva expedició al planeta Exo III. Cinc anys després de la desaparició de Korby, Chapel és assignada a l'USS Enterprise, on serveix com a infermera en cap, treballant sota les ordres del Dr. McCoy (DeForest Kelley).
Mentre és a bord de la nau, comença a desenvolupar sentiments per Spock (Leonard Nimoy), i ho admet a "El temps despullat". Les seves accions en aquell episodi van provocar que la intoxicació per Psi 2000 s'estengués encara més entre la tripulació, sense voler. La nau va arribar a Exo III a "De què són fetes les nenes petites?". El capità Kirk (William Shatner) i Chapel es teleporten i descobreixen que Korby havia estat explotant una sofisticada tecnologia de fabricació d'androides al planeta. Després que Chapel s'horroritzi en descobrir que Korby havia trasplantat la seva personalitat a una rèplica d'androide, se suïcida desesperat. Roddenberry va coescriure més tard a "The Making of Star Trek" que les accions d'aquell episodi van fer que Chapel trenqués els seus vincles amb la Terra i es dediqués al servei de la Flota Estel·lar.
Després de la mort de Korby, Chapel dubta si hauria de quedar-se a bord, però decideix quedar-se amb l'"Enterprise" durant la missió de cinc anys. Els sentiments de Chapel per Spock es van revisitar i es van al·ludir només unes poques vegades a la sèrie, sobretot a "Els fillastres de Plató". A l'episodi, els platonians obliguen telequinèticament a Chapel i Spock a besar-se apassionadament. Això humilia Chapel malgrat els seus sentiments de fa temps per ell. A l'episodi "L'època de l'Amok" li porta una mica de sopa a Spock. ajudar-lo a dur a terme un ritual sagrat vulcanià, el Pon farr. Rebutja la sopa amb ràbia i la llença a la paret, però més tard agraeix a Chapel la seva consideració.
Chapel va aparèixer en dues de les pel·lícules de Star Trek amb el repartiment de La sèrie original. A Star Trek: La pel·lícula, Chapel s'havia convertit en metgessa a bord de lEnterprise. La seva segona aparició va ser a Star Trek 4: Missió salvar la Terra, on ella i Janice Rand (Grace Lee Whitney) estaven destinats a la seu de la Flota Estel·lar a San Francisco. A la pel·lícula Star Trek de 2009, una infermera Chapel és esmentada per McCoy (Karl Urban). A la pel·lícula del 2013 "Star Trek Into Darkness", Carol Marcus (Alice Eve) li diu a Kirk (Chris Pine) que després d'estar amb ell, Chapel va marxar per convertir-se en infermera.
Des de l'inici de la sèrie Star Trek: Strange New World el 2022, el personatge de Chapel ha aparegut en tots els episodis excepte un de les dues primeres temporades.

## Recepció

### Repartiment i equip
Al productor executiu Robert H. Justman no li agradava Chapel; la va descriure com un "personatge fluix, mal escrit i mal concebut". Va afegir que les lents de càmera addicionals utilitzades pel director Jerry Finnerman en aquell episodi per a primers plans del seu llavi tremolós només "van servir per emfatitzar la manca de caràcter escrit en el personatge". S'havia queixat a Roddenberry de les habilitats d'actuació de Barrett, però va deixar de fer-ho quan es va adonar de la seva relació. Va ser només després de la primera aparició de Barrett com a Lwaxana Troi a l'episodi de Star Trek: La nova generació "Refugi", que es va adonar que era el personatge de Chapel el que no li agradava, no la mateixa Barrett, i li va dir que la seva opinió havia canviat. A Barrett tampoc li agradava el personatge de Chapel, dient "Mai he estat un veritable aficionat a la infermera Chapel, pensava que era una mica feble i talosa".
L'escriptor David Gerrold, que va treballar amb l'equip de The Original Series després del seu treball a l'episodi "El problema dels tribbles", va descriure Chapel com un dels personatges de segon nivell, incloent-hi Uhura, Scotty i Sulu, que no van tenir tanta exposició durant la sèrie com els personatges principals de Kirk, Spock i McCoy. Va explicar que ella era l'única del segon nivell de personatges les motivacions de la qual es van explorar, però el seu objectiu principal a bord de la nau era simplement estar enamorada de Spock. Gerrold va explicar que hi havia la necessitat de demostrar la "distancia" del personatge vulcanià, i això va resultar en un personatge l'amor del qual per ell havia de ser rebutjat, donant així a Chapel el seu propòsit. Va suggerir que això va fer que als fans no els agradés Chapel perquè "les fans femenines la veien com una amenaça les seves pròpies fantasies i els fans masculins la veien com una amenaça per a l'estoïcisme vulcanià de Spock." Gerrold va afegir que aquests fans es van sorprendre quan van conèixer Barrett a les convencions de ciència-ficció, ja que la van trobar agradable en persona. Quan es va estrenar la pel·lícula del 2009 Star Trek, el personatge s'havia tornat més popular entre els fans, que preguntaven si apareixeria a les noves pel·lícules.

### Recepció de la crítica

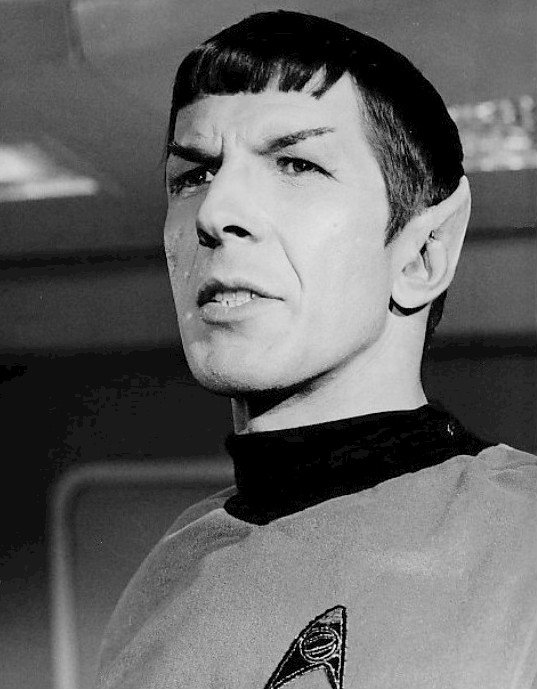
Els sentiments de Chapel per Spock (a la imatge) han estat criticats i elogiats pels crítics i no han agradat a alguns fans.

En el seu assaig "The Audience as Auteur. Women, Star Trek and 'Vidding'" al llibre Gene Roddenberry's Star Trek: The Original Cast Adventures, Francesca Coppa va dir que veia el canvi de Número U a Chapel per a Barrett com una "degradació a tots els nivells: paper, estatus i imatge". El paper es va descriure com una "consolació" al llibre de Cary O'Dell June Cleaver Was a Feminist!: Reconsidering the Female Characters of Early Television, però es va considerar que Barrett "en va treure el màxim profit". El càrrec d'infermera va ser descrit per O'Dell com un paper femení tradicional, però que Chapel s'aguantaria les ordres de McCoy quan fos necessari. El seu ascens a Doctora a La pel·lícula va ser elogiat per l'autora Gladys L. Knight al seu llibre Female Action Heroes: A Guide to Women in Comics, Video Games, Film, and Television.
Els crítics van criticar la seva relació amb Spock, i Jan Johnson-Smith va descriure Chapel a American Science Fiction TV com "una dona condemnada a desitjar per sempre l'esmunyedís Vulcanià" i va assenyalar que és un dels diversos personatges femenins de la sèrie que són "representats com a estereotips recognoscibles". Coppa també ho va discutir, qualificant el personatge de típica damisela en perill, que existeix "només per plorar". Però la relació també es va veure positivament, amb Torie Atkinson, a Tor.com, va dir de Chapel a "L'època de l'Amok" que "el seu afecte és tan transparent i dolç". A The Making of Star Trek de Roddenberry i Stephen E. Whitfield, es diu que els seus sentiments envers Spock no són únics, ja que són compartits per moltes de les dones de la tripulació a bord de lEnterprise. També s'explica que McCoy és conscient dels seus sentiments, però mostra "afecte paternal" cap a ella i mai la "renya" per això.
Es van comentar les seves aparicions en episodis, i Wei Ming Dariotis va criticar la determinació de la trama de "L'època de l'Amok" en no permetre que Spock tingués relacions sexuals amb Chapel, ni amb cap altra dona, i així resoldre el problema del seu Pon farr. Però Eugene Myers de Tor.com va elogiar Chapel, dient que la part més interessant de "De què estan fetes les nenes petites?" era que estava basada principalment en ella, , mentre que Keith DeCandido va dir que això va fer que l'episodi fos el "espectacle de Kirk i Chapel" en detriment dels altres personatges.
El 2016, la infermera Christine Chapel va ser classificada com el 60è personatge més important de la Flota Estel·lar dins de l'univers de ciència-ficció de Star Trek per la revista Wired, de 100 personatges.
Heavy va descriure la darrera interpretació de Jess Bush del personatge com a "molt diferent […] divertida, irreverent i una mica a flor de pell". Sobre la diferència entre la seva pròpia interpretació de Chapel i la de Barrett, Bush va assenyalar: "Crec que quan vaig veure l'actuació de Majel, el que més vaig destil·lar d'això, el que vaig treure d'això, va ser la seva franquesa, el seu humor i el seu enginy. Però aquestes coses eren només petites plàntules. En el seu renaixement del 2021, hi ha molt més en ella, crec. […] Té aquesta passió per la vida i aquesta naturalesa entremaliada que m'encanta encarnar. De fet, ha passat per algunes coses.

### Citacions
1. 1 2  Cushman & Osborn (2013): p. 52
2. ↑  Shatner & Kreski (1993): p. 14
3. ↑  Alexander (1995): pp. 54–55
4. 1 2  Alexander (1995): p. 210
5. 1 2  Cushman & Osborn (2013): p. 53
6. ↑  Cushman & Osborn (2013): p. 65
7. ↑  Cushman & Osborn (2013): p. 69
8. ↑  Engel (1994): pàg. 65
9. ↑  Cushman & Osborn (2013): pàg. 101
10. 1 2 3 4  Solow & Justman (1996): pàg. 224
11. 1 2 3  Cushman & Osborn (2013): p. 225
12. ↑  Dillard & Sackett (1994): p. 21
13. ↑  Cushman & Osborn (2013): pàg. 178
14. ↑  Cushman & Osborn (2013): pàg. 179
15. ↑  Cushman & Osborn (2013): pàg. 183
16. ↑  Nazzaro, Joe «Majel Barrett: The First Lady of Star Trek». Star Trek Monthly, 27, 5-1997, pàg. 42–47.
17. ↑   «Animated 'Star Trek' a blast for Takei». Chicago Sun-Times. HighBeam Research, 24-11-2006.
18. 1 2 3 4  Greenberger, Robert «Majel Barrett Roddenberry: A Woman of Enterprise». Starlog, 116, 3-1987, pàg. 16–18.
19. 1 2   «Does the Enterprise sink – and does Spock die – in 'Star Trek Into Darkness'?». Yahoo! News, 06-12-2012.
20. ↑  Kamen, Matt. «Star Trek is finally returning to television». Wired. Arxivat de l'original el August 15, 2021.
21. ↑  Goldberg, Matt. «Alice Eve's Character in Star Trek Into Darkness Revealed».   Collider.com, 11-12-2012. Arxivat de l'original el May 18, 2015. [Consulta: 15 agost 2021].
22. ↑  Star Trek: Strange New Worlds interview with Jess Bush on playing Christine Chapel, June 2022, <https://www.youtube.com/watch?v=NdHTUk-rMbc>. Consulta: 1r agost 2023
23. 1 2  Ennis, Dawn «The 'Star Trek' Cast on the Show's Radical LGBT+ Portrayal» (en anglès). The Daily Beast, 15-06-2023.
24. ↑  Tinoco, Armando. «Saturn Awards Nominations: 'The Batman', 'Nightmare Alley', 'Spider-Man', 'Better Call Saul' Top List» (en anglès americà). Deadline, 12-08-2022. [Consulta: 1r agost 2023].
25. 1 2 3 4  Myers, Eugene; Atkinson, Torie. «Star Trek Re-watch: "What Are Little Girls Made Of?"».   Tor.com, 28-04-2009. Arxivat de l'original el February 7, 2016. [Consulta: 15 agost 2021].
26. ↑  DeCandido, Keith. «Star Trek The Original Series Rewatch: "The Naked Time"».   Tor.com, 15-04-2015. Arxivat de l'original el January 28, 2016. [Consulta: 7 febrer 2016].
27. 1 2  Whitfield & Roddenberry (1968): p. 254
28. ↑  Mack, David; Ward, Dayton. «Star Trek Re-watch: "Plato's Stepchildren"».   Tor.com, 09-12-2010. Arxivat de l'original el April 19, 2021. [Consulta: 15 agost 2021].
29. 1 2  Myers, Eugene; Atkinson, Torie. «Star Trek Re-Watch: "Amok Time"».   Tor.com, 01-09-2009. Arxivat de l'original el January 24, 2016. [Consulta: 15 agost 2021].
30. ↑  Meyer, Nicholas; Flinn, Dennis Martin (1991). Star Trek VI: The Undiscovered Country (Film). Paramount Pictures.
31. 1 2  Vary, Adam B. «10 Classic Star Trek References In "Star Trek Into Darkness"».   Buzzfeed, 19-05-2013. Arxivat de l'original el January 12, 2015. [Consulta: 15 agost 2021].
32. ↑  Star Trek: Strange New Worlds (TV Series 2022– ) - IMDb, <http://www.imdb.com/title/tt12327578/fullcredits>. Consulta: 1r agost 2023
33. 1 2 3  Solow & Justman (1996): pàg. 225
34. ↑  Vinciguerra, Thomas «Nobody Knows the Tribbles He's Seen». , 16-12-2007.
35. ↑  Gerrold (1974): p. 27
36. ↑  Gerrold (1974): p. 29
37. 1 2  Gerrold (1974): p. 30
38. 1 2  Coppa (2015): p. 169
39. 1 2 3  O'Dell (2013): p. 194
40. ↑  Knight (2010): p. 188
41. ↑  Johnson-Smith (2005): p. 80
42. ↑  Dariotis (2008): p. 68
43. ↑  DeCandido, Keith. «Star Trek The Original Series Rewatch: "What Are Little Girls Made Of?"».   Tor.com, 12-05-2015. Arxivat de l'original el May 18, 2015. [Consulta: 15 agost 2021].
44. ↑  McMillan, Graeme (2016-09-05). «Star Trek's 100 Most Important Crew Members, Ranked». Wired. ISSN 1059-1028. Arxivat de l'original el 2019-03-02.
45. ↑  Spelling, Ian. «Jess Bush is the New Nurse Chapel on 'Star Trek: Strange New Worlds'» (en anglès americà). Heavy.com, 30-04-2022. [Consulta: 1r agost 2023].